# Deuteronomos maculosa
Deuteronomos maculosa är en fjärilsart som beskrevs av Barend J. Lempke 1970. Deuteronomos maculosa ingår i släktet Deuteronomos och familjen mätare. Inga underarter finns listade i Catalogue of Life.